# Oiron
Cet article possède un paronyme, voir Orion.
Oiron (anciennement Oyron) est une ancienne commune du Centre-Ouest de la France située dans le département des Deux-Sèvres, en région Nouvelle-Aquitaine.

## Géographie
La commune d'Oiron, localisée au nord du département des Deux-Sèvres, est limitrophe du département de la Vienne dont elle est séparée par la Dive sur six kilomètres.
Le bourg d'Oiron est situé 10 kilomètres à l'est-sud-est de Thouars.

## Histoire

### Origine
La plus ancienne mention dont on dispose sur le village date de l'année 955 à travers le cartulaire de l'abbaye Saint-Cyprien de Poitiers mentionnant le nom de "Orioni".
La seigneurie d'Oiron appartient au XIIe siècle à une famille locale, les d'Oiron (cf. Aimery d'Oiron, chanoine de Saint-Laon de Thouars au XIIe siècle).
Le domaine entre en possession des Thouars (au moins depuis le vicomte Hugues II en 1325, † 1333). Jeanne de Bauçay, femme puis veuve d'Hugues II, l'eut en douaire et y fonda l'aumônerie Ste-Anne. 
- Les dernières propriétaires de cette famille sont les deux sœurs Péronnelle († 1397) et Isabeau de Thouars, comtesses de Dreux, filles de Louis de Thouars qui était le neveu d'Hugues II.
- Puis leur succèdent les d'Amboise : car Isabeau de Thouars épouse en 1356 Ingelger Ier d'Amboise († 1373 ; fils aîné de Pierre Ier d'Amboise) ; viennent ensuite leur fils Pierre II (à partir de 1397 ; † 1426) et son neveu Louis d'Amboise († 1469 ; fils d'Ingelger II, le frère cadet de Pierre II).

Louis d'Amboise (1392-1469) vend en juillet 1446 Oiron à Pierre Bérard, maître d’hôtel du roi Charles VII, trésorier de France et seigneur de Chizé, ainsi qu'à Jacques Charrier contre 7 000 écus d'or.
Puis en 1448, Jean Barillet dit de Saincoins († 1495),, receveur général des finances en 1438, notaire-secrétaire du roi, doyen de Tours en 1449, rachète le domaine à ces derniers. Lié à Jacques Cœur († 1456), il est disgracié en 1449 (procès du 1er juillet 1450 au 9 juin 1451), avant même la chute de l'Argentier de Charles VII (1422-61), puis il est condamné et ses biens sont saisis par la Couronne.
Charles VII donne alors à Guillaume Ier Gouffier en 1449, son chambellan et homme de confiance, un des principaux accusateurs et spoliateurs de Jacques Cœur, mais disgracié et saisi en 1457, vite réhabilité, saisi de nouveau par Louis XI à son avènement en 1461 (le nouveau roi se venge des favoris de son père Charles VII ; Barillet de Saincoins/Xaincoins retrouve alors Oiron), enfin rentré en grâce en octobre 1465. Les descendants de Guillaume Gouf(f)ier vont tenir Oiron jusqu'en 1700, date de la vente à madame de Montespan dont la postérité gardera la terre d'Oiron jusqu'en juin 1739 (cession à Gabriel de Villeroy, possesseur jusqu'en octobre 1772).

### Époque contemporaine
Par arrêté préfectoral du 4 décembre 1972 effectif au 1er janvier 1973, les communes de Bilazais, Brie et Noizé fusionnent avec Oiron. Le 14 février 1983, Brie redevient indépendante (arrêté préfectoral du 11 février 1983).
Bilazais et Noizé conservent le statut de communes associées et, à ce titre, élisent chacune un maire délégué qui siège obligatoirement au conseil municipal d'Oiron.
Le 1er janvier 2019, elle fusionne avec Brie, Saint-Jouin-de-Marnes et Taizé-Maulais pour constituer la commune nouvelle de Plaine-et-Vallées.

## Politique et administration
| Période                                  | Période  | Identité           | Étiquette | Qualité   |
| ---------------------------------------- | -------- | ------------------ | --------- | --------- |
| Les données manquantes sont à compléter. |          |                    |           |           |
| janvier 2019                             | En cours | Nadine KIMBOROWICZ |           | Retraitée |

| Période                                  | Période       | Identité         | Étiquette | Qualité   |
| ---------------------------------------- | ------------- | ---------------- | --------- | --------- |
| Les données manquantes sont à compléter. |               |                  |           |           |
|                                          |               |                  |           | Retraité  |
| 1971                                     | 1995          | Roger Chaigneau  |           | Retraité  |
| 1995                                     | 2001          | Pierre Piot      |           | Retraité  |
| mars 2001                                | avril 2014    | Gilbert Lang     |           | Retraité  |
| avril 2014                               | décembre 2018 | Christiane Babin |           | Retraitée |

## Démographie
En 1973, les communes de Bilazais, Noizé et Brie fusionnent avec Oiron, cette dernière reprend son indépendance en 1983.

### Démographie de Bilazais[10]
| 1793 | 1800 | 1806 | 1821 | 1831 | 1836 | 1841 | 1846 |
| ---- | ---- | ---- | ---- | ---- | ---- | ---- | ---- |
| 161  | 134  | 121  | 128  | 136  | 128  | 135  | 123  |

| 1851 | 1856 | 1861 | 1866 | 1872 | 1876 | 1881 | 1886 |
| ---- | ---- | ---- | ---- | ---- | ---- | ---- | ---- |
| 137  | 144  | 135  | 137  | 144  | 150  | 143  | 130  |

| 1891 | 1896 | 1901 | 1906 | 1911 | 1921 | 1926 | 1931 |
| ---- | ---- | ---- | ---- | ---- | ---- | ---- | ---- |
| 130  | 129  | 130  | 131  | 147  | 130  | 124  | 121  |

| 1936 | 1946 | 1954 | 1962 | 1968 | 1975 | 1990 | 2000 |
| ---- | ---- | ---- | ---- | ---- | ---- | ---- | ---- |
| 136  | 147  | 138  | 104  | 98   | 61   | 67   | 65   |

| 2015 | - | - | - | - | - | - | - |
| ---- | - | - | - | - | - | - | - |
| 64   | - | - | - | - | - | - | - |

### Démographie de Noizé[10]
| 1793 | 1800 | 1806 | 1821 | 1831 | 1836 | 1841 | 1846 |
| ---- | ---- | ---- | ---- | ---- | ---- | ---- | ---- |
| 206  | 167  | 171  | 142  | 176  | 170  | 172  | 178  |

| 1851 | 1856 | 1861 | 1866 | 1872 | 1876 | 1881 | 1886 |
| ---- | ---- | ---- | ---- | ---- | ---- | ---- | ---- |
| 180  | 183  | 183  | 194  | 194  | 194  | 202  | 202  |

| 1891 | 1896 | 1901 | 1906 | 1911 | 1921 | 1926 | 1931 |
| ---- | ---- | ---- | ---- | ---- | ---- | ---- | ---- |
| 212  | 206  | 217  | 229  | 203  | 205  | 226  | 218  |

| 1936 | 1946 | 1954 | 1962 | 1968 | 1975 | 1990 | 2000 |
| ---- | ---- | ---- | ---- | ---- | ---- | ---- | ---- |
| 204  | 245  | 239  | 241  | 201  | 173  | 171  | 178  |

| 2015 | - | - | - | - | - | - | - |
| ---- | - | - | - | - | - | - | - |
| 172  | - | - | - | - | - | - | - |

### Démographie d'Oiron
Entre 1973 et 1983, Brie était une commune associée à Oiron.
L'évolution du nombre d'habitants est connue à travers les recensements de la population effectués dans la commune depuis 1793. Pour les communes de moins de 10 000 habitants, une enquête de recensement portant sur toute la population est réalisée tous les cinq ans, les populations de référence des années intermédiaires étant quant à elles estimées par interpolation ou extrapolation. Pour la commune, le premier recensement exhaustif entrant dans le cadre du nouveau dispositif a été réalisé en 2008.

En 2016, la commune comptait 904 habitants, en évolution de −5,93 % par rapport à 2010 (Deux-Sèvres : +0,18 %, France hors Mayotte : +2,11 %).
| 1793 | 1800 | 1806 | 1821 | 1831 | 1836 | 1841 | 1846 | 1851 |
| ---- | ---- | ---- | ---- | ---- | ---- | ---- | ---- | ---- |
| 857  | 772  | 820  | 821  | 863  | 849  | 807  | 845  | 856  |

| 1856 | 1861 | 1866 | 1872 | 1876 | 1881 | 1886 | 1891 | 1896 |
| ---- | ---- | ---- | ---- | ---- | ---- | ---- | ---- | ---- |
| 879  | 851  | 898  | 844  | 886  | 877  | 891  | 845  | 803  |

| 1901 | 1906 | 1911 | 1921 | 1926 | 1931 | 1936 | 1946 | 1954 |
| ---- | ---- | ---- | ---- | ---- | ---- | ---- | ---- | ---- |
| 803  | 796  | 792  | 794  | 774  | 778  | 769  | 882  | 917  |

| 1962 | 1968 | 1975  | 1982  | 1990  | 1999 | 2006 | 2008 | 2013 |
| ---- | ---- | ----- | ----- | ----- | ---- | ---- | ---- | ---- |
| 878  | 830  | 1 317 | 1 254 | 1 009 | 945  | 954  | 956  | 922  |

| 2016 | - | - | - | - | - | - | - | - |
| ---- | - | - | - | - | - | - | - | - |
| 904  | - | - | - | - | - | - | - | - |

## Culture locale et patrimoine

### Lieux et monuments
- à Oiron :
  - Le château d'Oiron, XVIe siècle, qui expose une collection d'œuvres contemporaines fait l’objet d’un classement au titre des monuments historiques depuis le 2 octobre 1923[17]. Était attenante au château la Chartreuse d'Oiron, fondée par Péronnelle de Thouars entre1370 et 1397
  - Le Parc d'Oiron
  - La collégiale Saint-Maurice d'Oiron, XVIe et XVIIe siècles, fait l’objet d’un classement au titre des monuments historiques par la liste de 1840[18]. Elle abrite, entre autres  œuvres, quatre gisants des membres de la famille Gouffier, eux aussi classés monuments historiques.

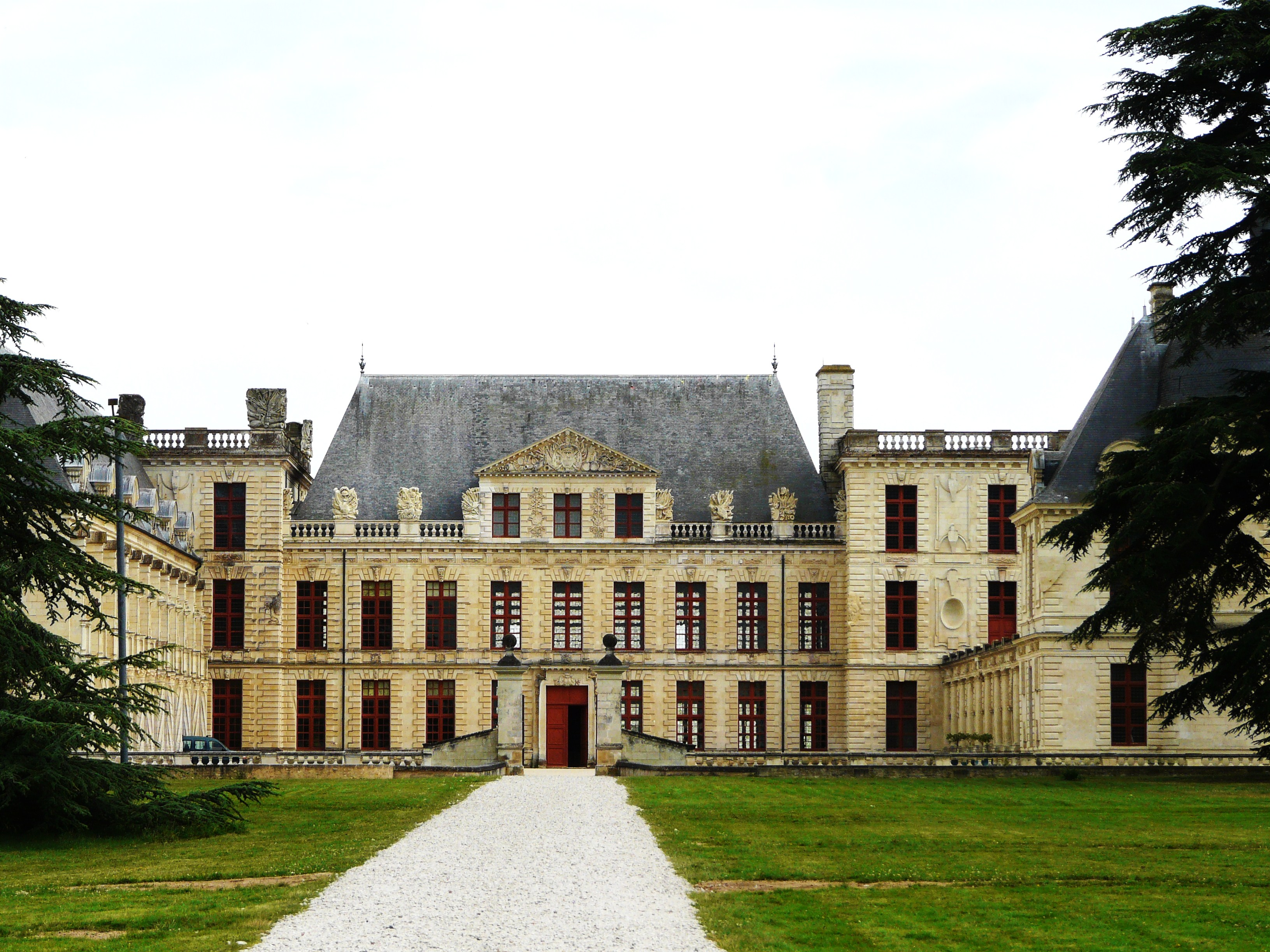
Façade du château d'Oiron
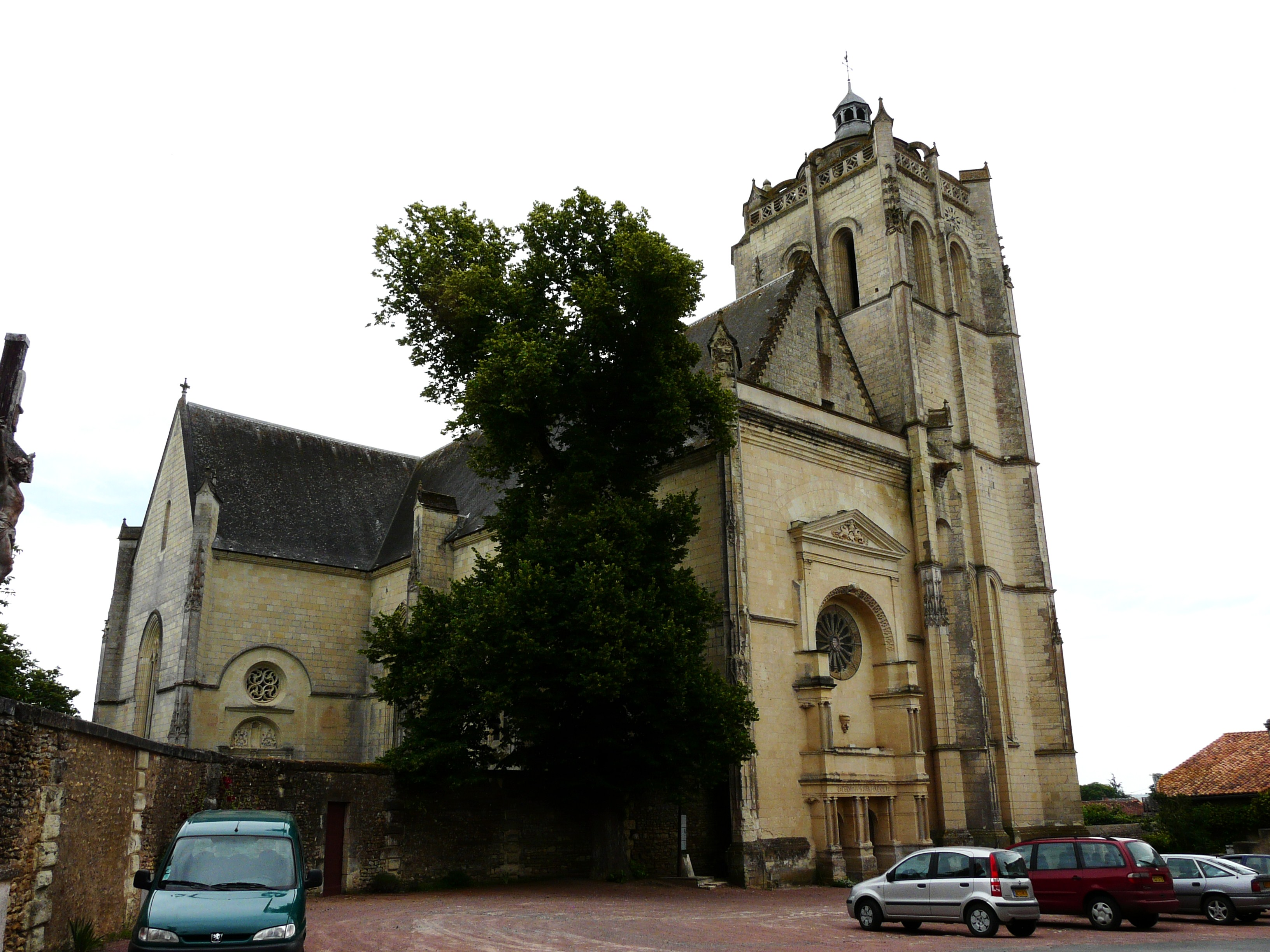
La collégiale Saint-Maurice.
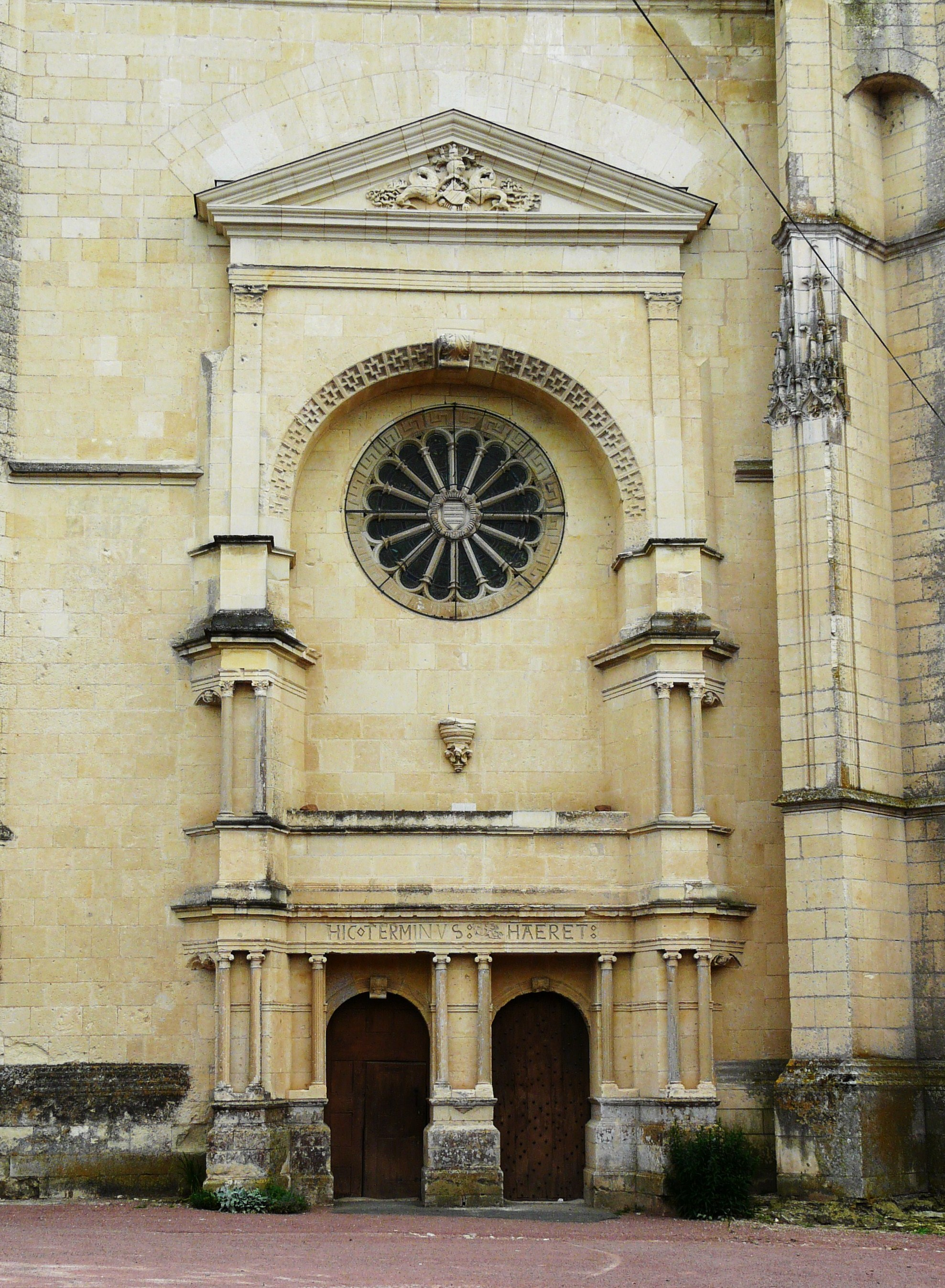
Fronton ouest de la collégiale.

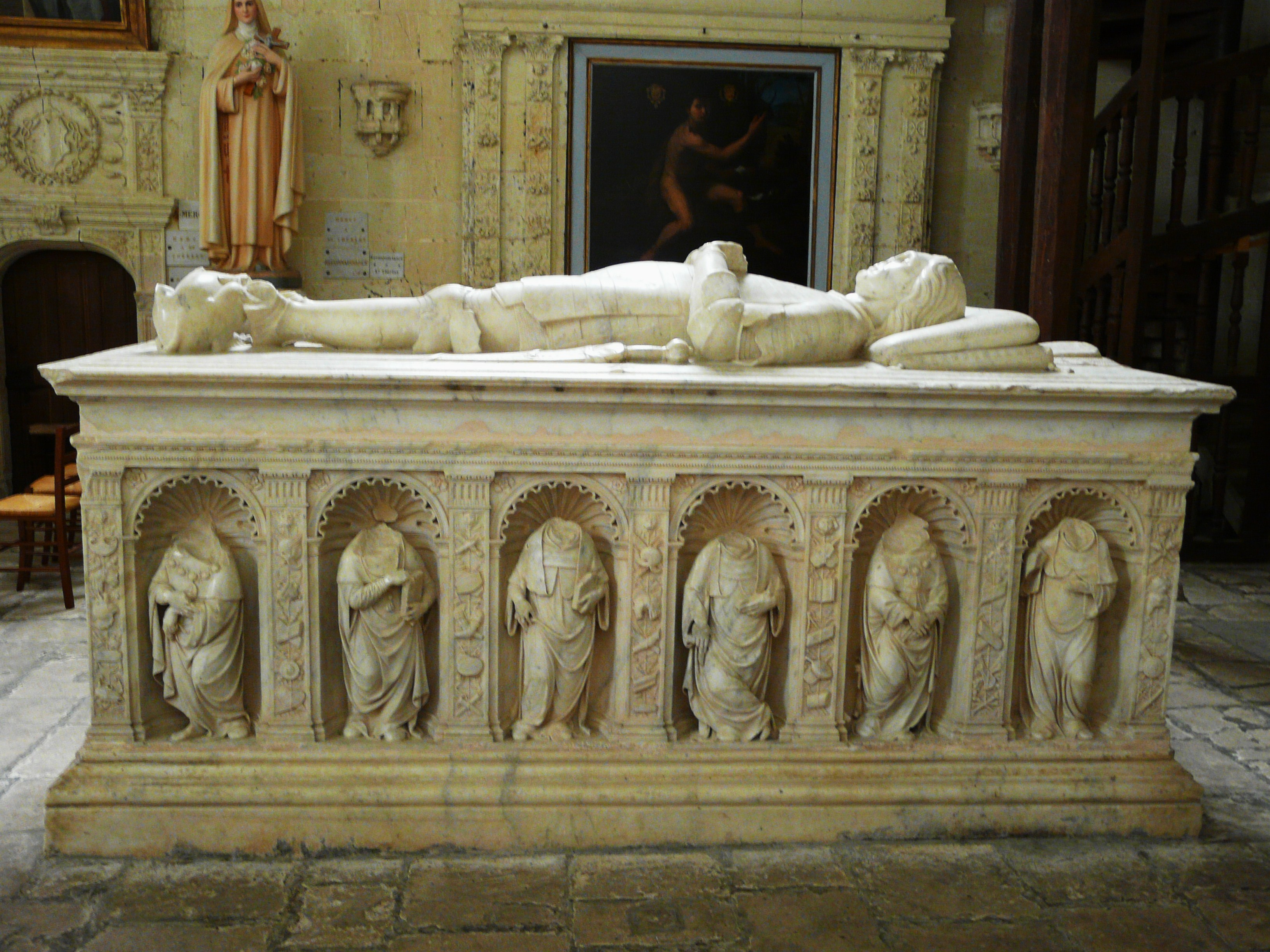
Un des gisants à l'intérieur de la collégiale.
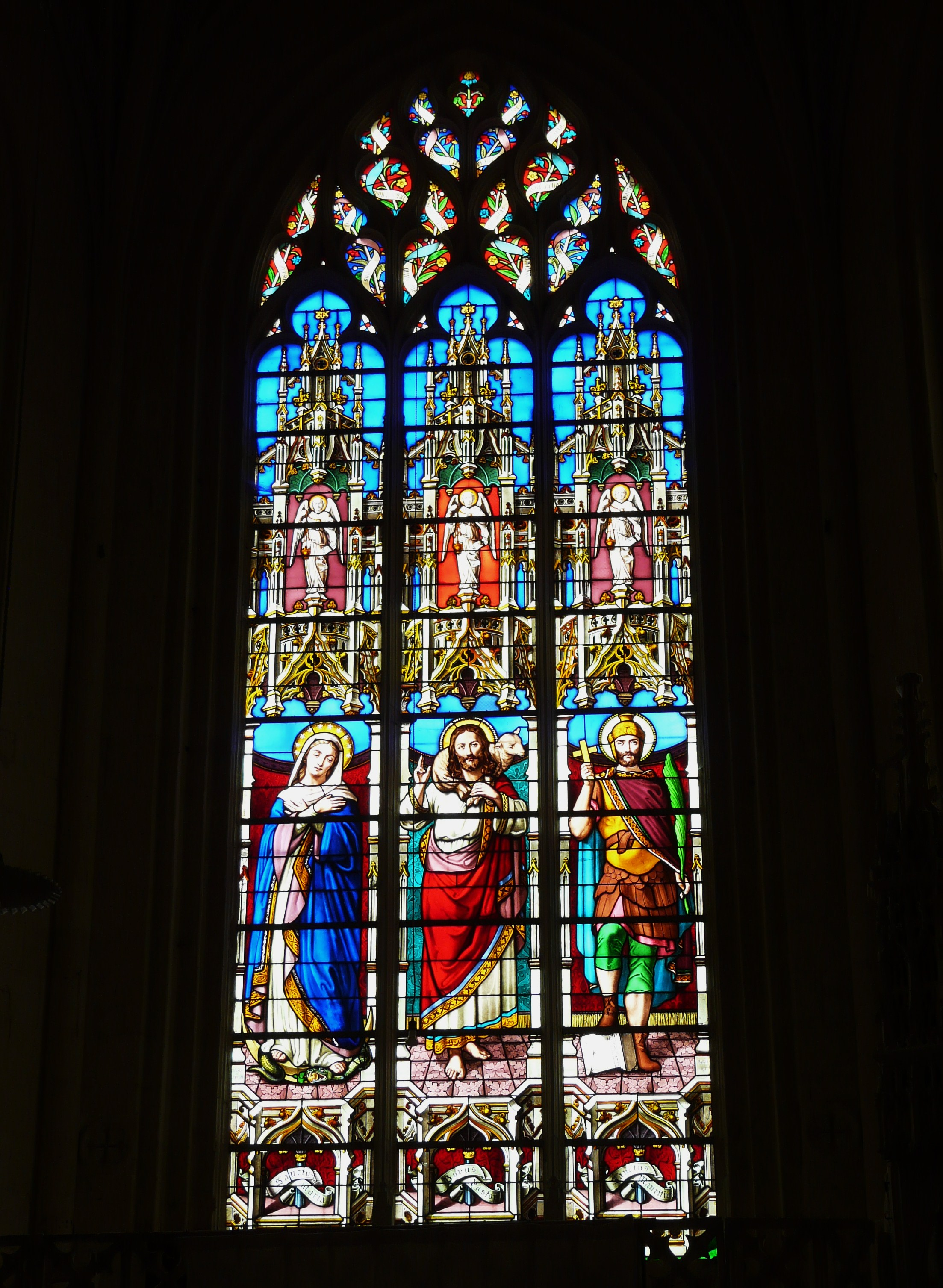
Vitrail central du chœur de la collégiale.
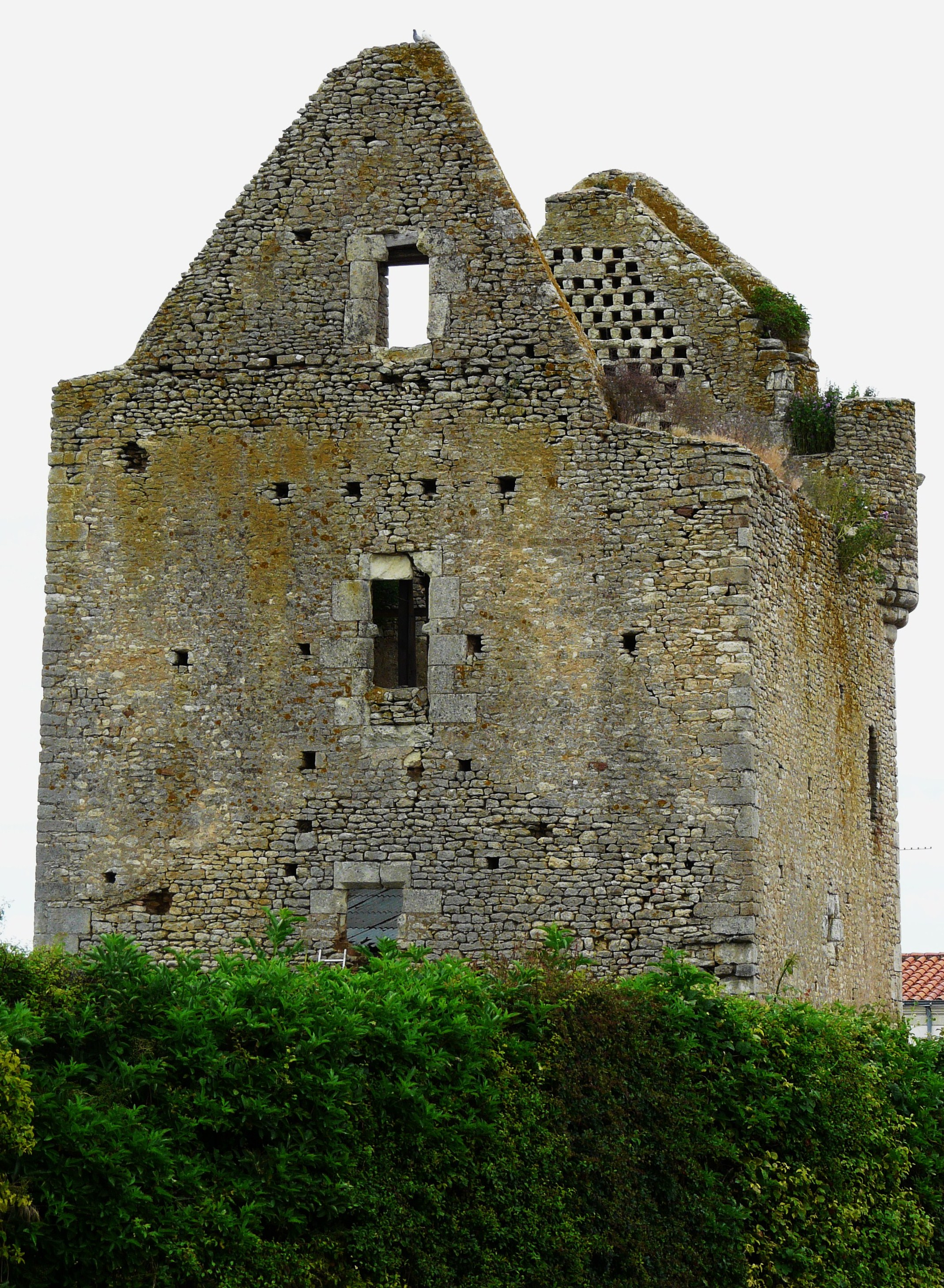
Ruines du bâtiment appelé « Grand'maison » à Leugny.

- à Bilazais
  - L'église Sainte-Radegonde de Bilazais, avec un chœur du XIIe siècle.
- à Noizé
  - L'église Saint-Martin-les-Baillargeaux, Xe et XIe siècles, fait l’objet d’un classement au titre des monuments historiques depuis le 7 décembre 1976[19]. Elle est  isolée en pleins champs, à 500 mètres des premières habitations du bourg.
  - L'église du bourg, XIXe siècle.
  - Un dolmen, la Pierre à Pineau, situé au sud du bourg fait l’objet d’une inscription au titre des monuments historiques depuis le 28 février 1979[20].
  - Manoir de La Venelle, XIXe siècle.

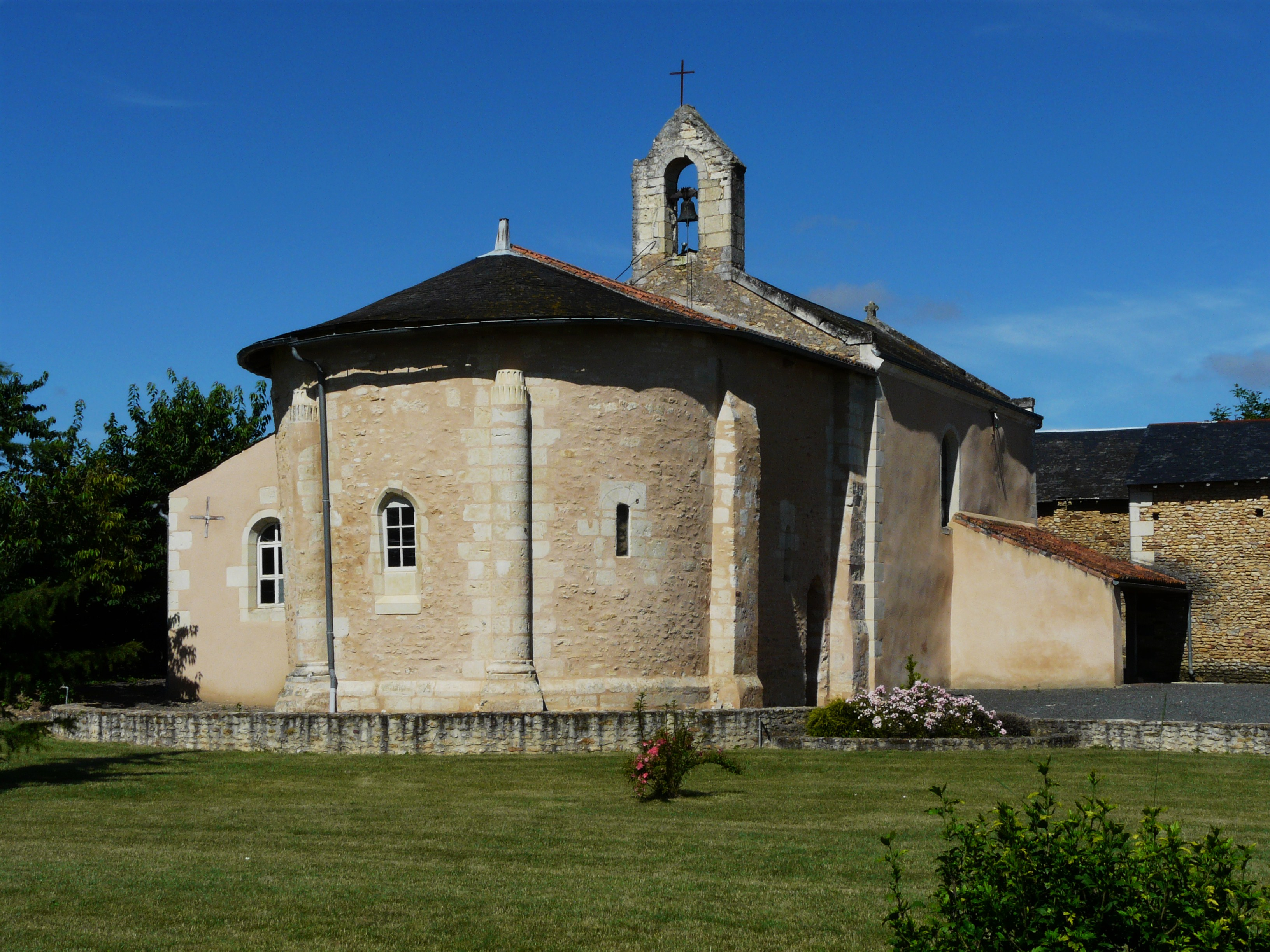
Église Sainte-Radegonde de Bilazais.
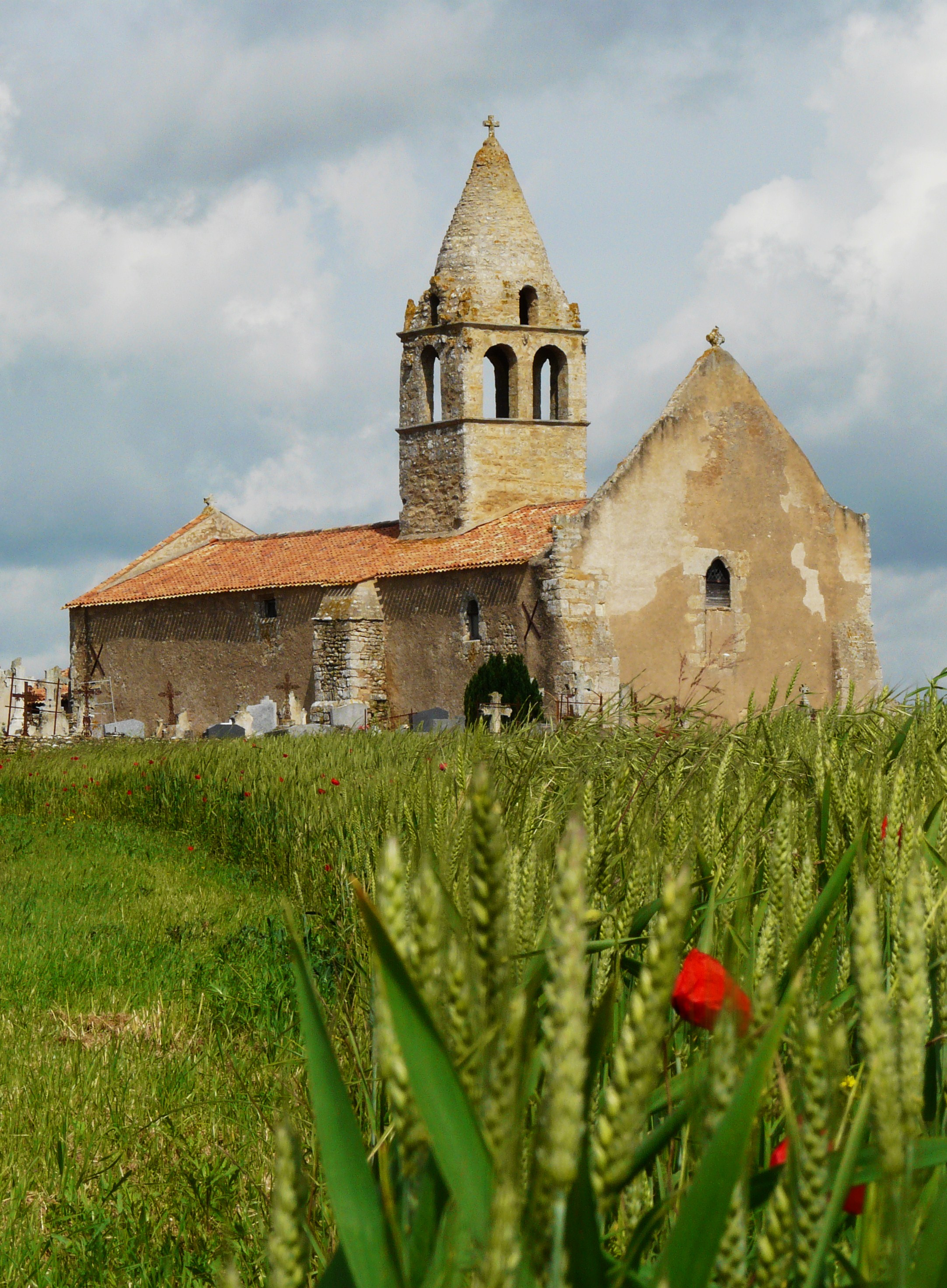
Église Saint-Martin-les-Baillargeaux de Noizé.
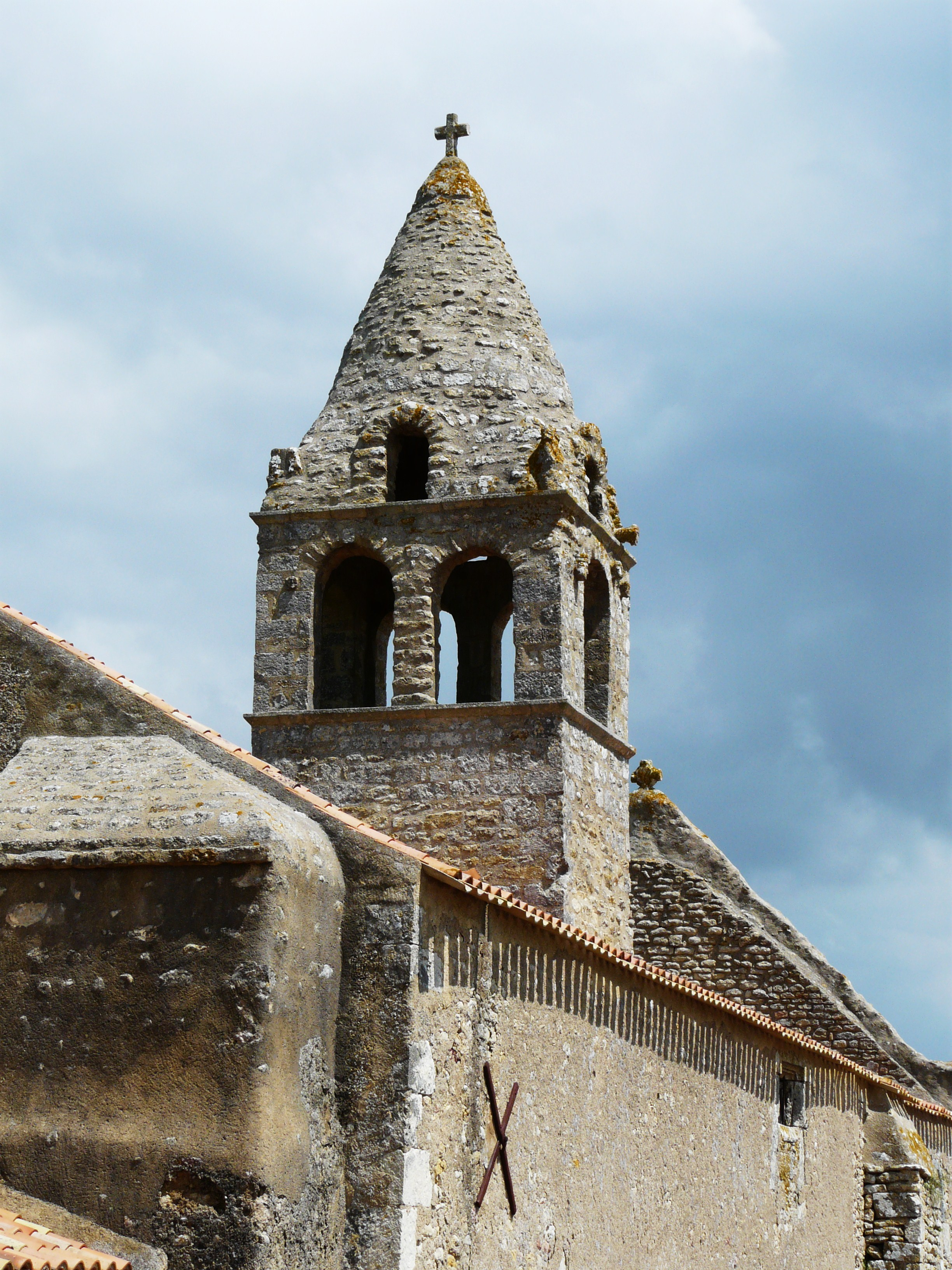
Son clocher.
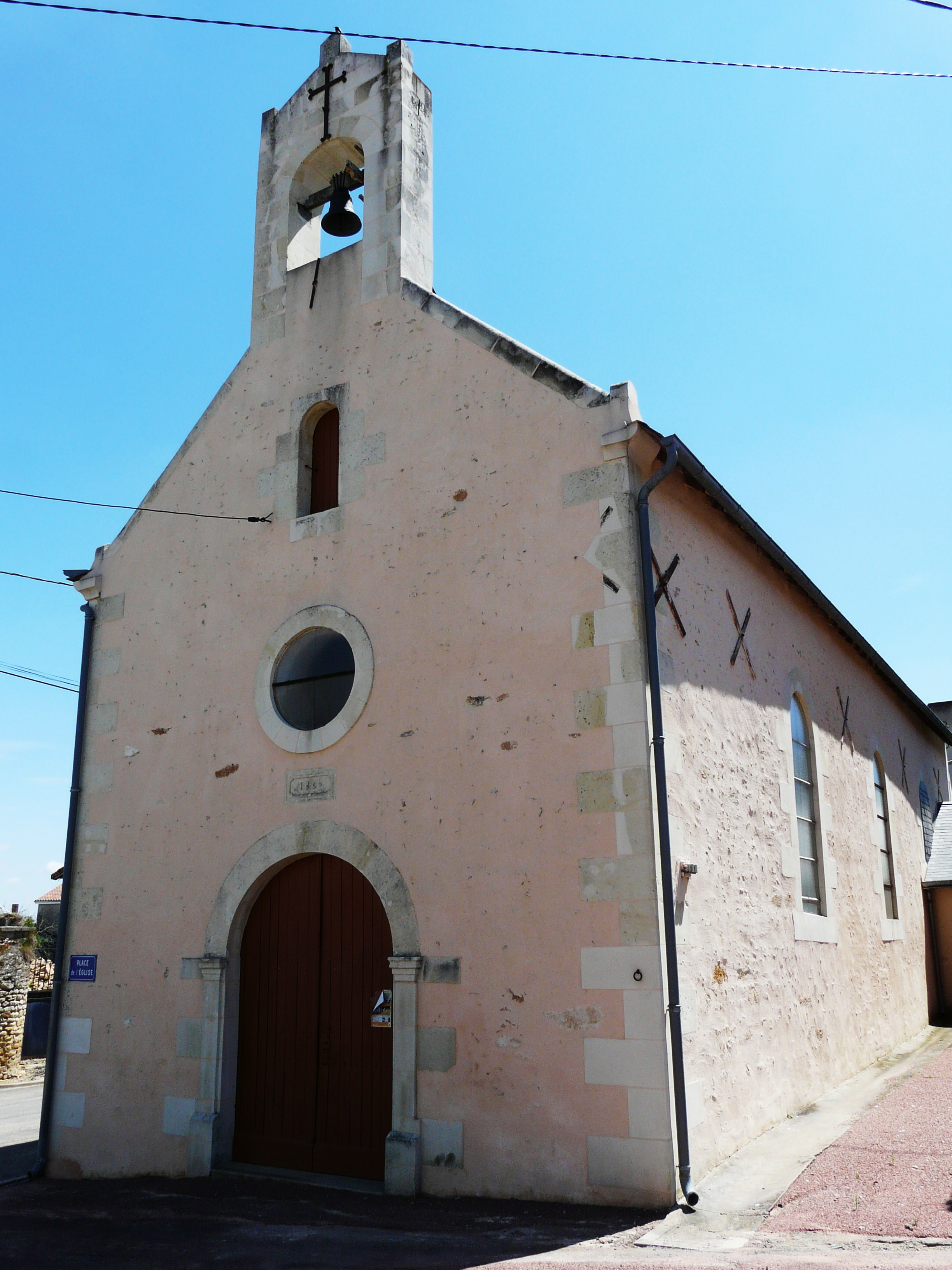
Église du bourg de Noizé.
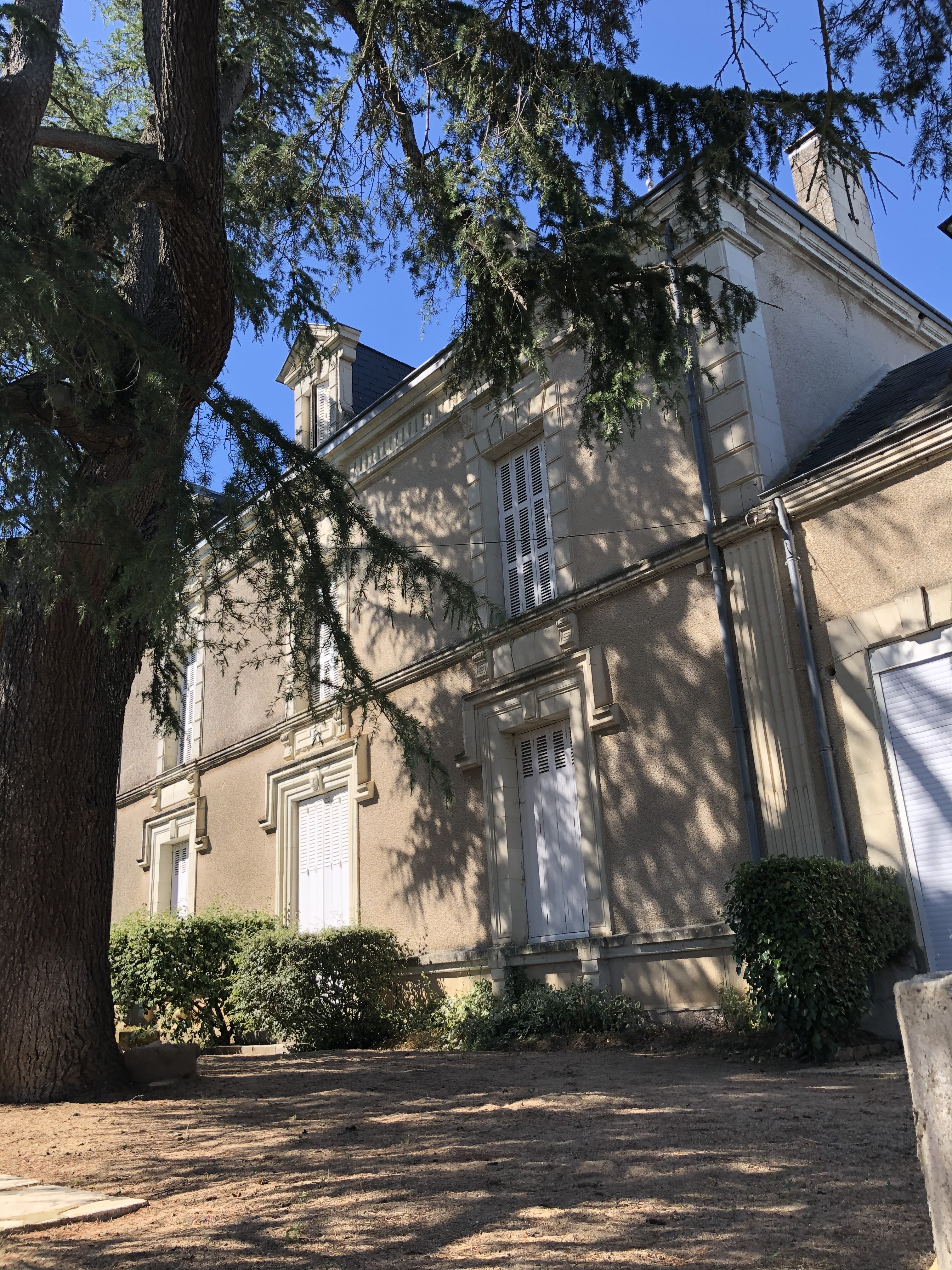
Manoir de La Venelle

### Ancienne Chartreuse
La chartreuse d'Oiron ou d'Oyron était un ancien monastère de Chartreux, attenant au château d'Oiron, à Oiron dans les Deux-Sèvres, qui n'a existé que pendant une cinquantaine d'années, à partir de 1396.

### Ancienne  présence de communautés de  religieuses
Le  bourg d'Oiron a connu deux implantations religieuses. Si la première avait disparu avant la Révolution française, la seconde présente l'intéressante caractéristique d'avoir pu revivre après les événements révolutionnaires.
- L'Ordre de Sainte-Claire ou Les Clarisses :

Des Sœurs contemplatives puis enseignantes qui ont offert un temps un pensionnat aux jeunes filles riches des environs. Leur recrutement s'étant tari à la longue cette implantation fut supprimée en 1761.
- Les Filles de la Charité :

En provenance de l'hospice de Fontevraud, situé à une quarantaine de kilomètres, elles assurent le fonctionnement de l'hôpital de la Sainte Famille fondé ici par Françoise de Rochechouart (Madame de Montespan) et qui subsiste toujours sous la forme de l’Ehpad de la commune. 
Elles accueillirent jusqu'à ce que la Révolution les disperse en 1792, les pauvres et les malades et les enfants abandonnés du lieu. Rappelées cinq ans plus tard elles furent remplacées en 1902 par les Filles de la Sagesse.

### Personnalités liées à la commune
- Louis Gouffier (1575-1642), duc de Roannais, marquis de Boisy, baron de Oiron et gouverneur de Poitiers, mort au Château d'Oiron
- Charlotte Gouffier de Roannez (1633-1683), duchesse de la Feuillade est né au Château d'Oiron
- Eugène Thomas né à Noizé, maire anti-clérical du Kremlin-Bicêtre

## Sources